# Rupert Hamer

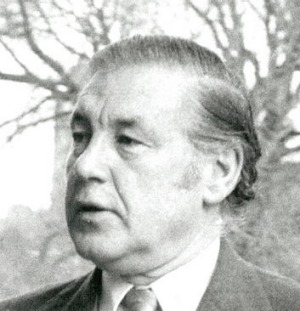
Rupert Hamer

Sir Rupert James „Dick“ Hamer AC KCMG ED (* 29. Juli 1916 in Kew, Melbourne, Victoria; † 23. März 2004 ebenda) war ein australischer Politiker der Liberal Party of Australia (LPA), der zwischen 1972 und 1981 der 39. Premierminister von Victoria war.

## Leben

### Studium, Solicitor und Offizier
Hamer war der Sohn des aus England eingewanderten Solicitor Hubert Hamer und dessen Ehefrau Elizabeth Anne MacLuckie. Sein jüngerer Bruder David Hamer war ebenfalls Politiker der Liberal Party und zwischen 1969 und 1974 sowie erneut zwischen 1975 und 1977 Mitglied des Australischen Repräsentantenhauses für den Wahlkreis Isaacs sowie danach von 1978 bis 1990 als Vertreter des Bundesstaates Victoria Mitglied des Australischen Senats.
Er absolvierte nach dem Besuch der Grammar Schools in Melbourne und Geelong ein Studium der Rechtswissenschaften an der Universität Melbourne, das er mit einem Master of Laws (LL. M.) abschloss. Nach seiner anwaltlichen Zulassung nahm er 1940 ebenfalls eine Tätigkeit als Solicitor auf.
Diese Tätigkeit gab er jedoch im Zweiten Weltkrieg zunächst auf, um zwischen 1940 und 1945 Militärdienst in der Australian Imperial Force (AIF) abzuleisten. Er nahm in der Folgezeit an den Schlachten bei Tobruk, der ersten und zweiten Schlacht von El Alamein, den Kämpfen um Neuguinea, der Operation Overlord sowie den Planungen zur Überquerung des Rheins gegen Ende des Zweiten Weltkrieges teil und wurde zuletzt zum Major befördert.
Nach Kriegsende nahm er seine Tätigkeit als Solictor wieder auf und wurde Partner der Anwaltskanzlei Smith & Emmerton. Daneben war er Direktor verschiedener Unternehmen wie der Gas Supply Co. Ltd, der General Foods Corporation Ltd, der Moulded Products Australasia Ltd, der Nylex Corporation Ltd sowie der Yorkshire Chemical Co. Zugleich engagierte sich Hamer zwischen 1948 und 1972 als Vizepräsident des Swinburne Technical College sowie von 1948 bis 1972 Mitglied des Beirates des Royal Children’s Hospital.
Darüber hinaus blieb Hamer dem Militärverbunden und war zwischen 1954 und 1958 Commanding Officer des zur Citizens Military Forces gehörenden Victorian Scottish Regiment. Für seine langjährigen Verdienste in dieser Reservearmee wurde ihm die Efficiency Decoration (ED) verliehen.

### Mitglied desLegislative Councilund Minister
Seine politische Laufbahn begann Hamer, der 1947 Mitglied der Liberal Country Party in South Camberwell beitrat, als er 21. Juni 1958 Mitglied des Legislative Council wurde, des Oberhauses des Parlaments von Victoria, und vertrat in diesem bis zu seinem Mandatsverzicht am 17. März 1971 die Interessen von East Yarra.
Zu Beginn seiner Parlamentszugehörigkeit war er zwischen 1958 und 1961 Mitglied des Büchereiausschusses sowie des Qualifikationsausschusses sowie im Anschluss von 1961 bis 1962 Mitglied des Revisionsausschusses für Rechtsstatuten. Zeitgleich engagierte er sich von 1958 bis 1970 als Mitglied des Beirates der Universität Melbourne sowie zwischen 1958 und 1972 als Vize-Vorsitzender des Ausschusses für Kindeswohlfahrt von Canterbury.
Im September 1962 berief Premierminister Henry Bolte als Einwanderungsminister (Minister of Immigration) sowie Vize-Chefsekretär des Kabinetts und Vize-Generalstaatsanwalt in die Regierung des Bundesstaates Victoria und übte diese Ämter bis Juli 1964 aus. Im Rahmen einer Kabinettsumbildung übernahm er dann im Juli 1964 das Amt des Ministers für Kommunalverwaltung (Minister for Local Government), das er bis zum April 1971 innehatte.

### Mitglied derLegislative Assemblyund Vize-Premierminister
Bei einer Nachwahl (By-election) wurde Hamer am 17. April 1971 im Wahlkreis Kew zum Mitglied der Legislative Assembly gewählt, dem Unterhaus des Parlaments von Victoria, und gehörte diesem bis zu seinem Rücktritt am 17. Juli 1981 an.
Zugleich wurde er im April 1972 Vize-Premierminister und Chefsekretär in der Regierung von Premierminister Bolte und übernahm zugleich die Funktion als stellvertretender Vorsitzender der Liberal Party von Victoria.

### Premierminister von Victoria 1972 bis 1981
Nach dem Rücktritt von Henry Bolte wurde Hamer am 23. August 1972 dessen Nachfolger als Premierminister und übte dieses Amt bis zu seinem Rücktritt am 5. Juni 1981 aus. Zugleich übernahm er das Amt des Vorsitzenden der Liberal Party und bekleidete auch diese Funktion bis zu seinem Rücktritt am 5. Juni 1981. In seiner Regierung übernahm er zugleich zwischen August 1972 und Mai 1979 die Ämter als Finanzminister (Treasurer) sowie als Minister für die Künste (Minister of the Arts).

#### Wahlsieg 1973 und 1976
Bei den Wahlen vom 19. Mai 1973 konnte Hamer, der zwischen 1974 und 1997 auch Treuhänder des Melbourne Cricket Ground (MCG) war, das Wahlergebnis der Liberal Party im Vergleich zur letzten Wahl vom 30. Mai 1970 weiter verbessern. Die Liberal Party erzielte 803.382 Stimmen (42,34 Prozent) und verfügte damit bei einem Zuwachs von 5,64 Prozentpunkten und einem Zugewinn von 4 Sitzen über 46 Mandate und damit in der 73-köpfigen Legislativversammlung über eine deutliche absolute Mehrheit.
Die Australian Labor Party unter Clyde Holding kam auf 789.561 Stimmen (41,61 Prozent) und verlor trotz eines geringen Zuwachses von 0,19 Prozentpunkten vier Sitze, so dass sie nur noch 18 Abgeordnete stellen konnte. Auf den dritten Platz kam die Country Party von Peter Ross-Edwards, die 144.818 Wählerstimmen (5,96 Prozent) erzielte und weiterhin über acht Abgeordneter verfügte, während ein weiteres Mandat an einen Parteilosen ging.
Die Wahlen vom 20. März 1976 bestätigten die Vormachtstellung von Hamers Liberal Party mehr als deutlich: Bei 939.481 Stimmen (45,87 Prozent) gewann sie bei einem Zuwachs von 3,53 Prozentpunkten weitere sechs Sitze hinzu und stellte nunmehr 52 Abgeordnete in der auf 81 Mandate erweiterten Legislative Assembly.
Holdings Labor Party erzielte 869.021 Wählerstimmen (42,43 Prozent) und kam bei einem leichten Zuwachs von 0,82 Prozentpunkten auf 21 Mandate, so dass sie nun drei Abgeordnete mehr stellen konnte. Die National Party unter Ross-Edwards bekam mit 144.818 Stimmen (7,07 Prozent) das exakt gleiche Ergebnis wie 1973, verlor aber trotz eines Zuwachses von 1,13 Prozentpunkten einen ihrer Abgeordneten, so dass sie nur noch mit sieben Mandaten vertreten war. Ein Mandat ging wiederum an einen parteilosen Politiker.
Während dieser Zeit ernannte Hamer 1976 Richard McGarvie, den von 1992 bis 1997 amtierenden Gouverneur von Victoria, zum Richter am Obersten Gerichtshof von Victoria (Supreme Court of Victoria).

#### Wahlsieg 1979 und Rücktritt als Premierminister 1981
Die Wahlen vom 5. Mai 1979 führten zu erheblichen Verlusten auf Seiten der Liberal Party von Hamer: Sie kam diesmal auf 881.366 Stimmen (41,44 Prozent) und verloren bei 4,44 Prozentpunkten elf ihrer Mandate und verfügten aufgrund des geltenden Wahlrechts mit 41 der 81 Abgeordneten in der Legislativversammlung nur noch über eine denkbar knappe absolvute Mehrheit von einer Stimme.
Die Labor Party unter ihrem neuen Vorsitzenden Frank Wilkes gewann zwar 962.123 Stimmen (45,23 Prozentpunkte) und bei einem Zuwachs von 2,80 Prozentpunkten auch elf Mandate hinzu, stellte aber wegen des Wahlrechts nur 32 Abgeordnete. Die National Party von Peter Ross-Edwards kam auf 119.385 Stimmen (5,61 Prozent), stellte aber trotz eines Verlustes von 1,46 Prozentpunkten einen Abgeordneten mehr und damit acht Abgeordnete.
Nach der Wahl übernahm Hamer zwischen Mai 1979 und Februar 1981 auch das Amt des Minister für staatliche Entwicklung, Dezentralisierung und Tourismus (Minister of State Development, Decentralisation and Tourism), das er im März 1981 erneut übernahm. Zugleich bekleidete er im März 1981 auch das Amt des Ministers für wirtschaftliche Entwicklung (Minister of Economic Development).
Am 5. Juni 1981 trat Hamer nach fast neunjähriger Amtszeit als Premierminister zurück und übergab dieses Amt an den bisherigen Vize-Premierminister Lindsay Thompson, der auch neuer Vorsitzender der Liberal Party wurde.

### Rückzug aus dem politischen Leben und späteres Engagement
Nach seinem Rückzug aus dem politischen Leben übernahm er Funktion in der Wirtschaft und war seit 1981 Vorstandsvorsitzender der Reederei Burns Philp sowie seit 1982 auch des in Queensland ansässigen Unternehmens Jojoba International Ltd.
Daneben engagierte sich Hamer, der 1982 zum Knight Commander des Order of St. Michael and St. George (KCMG) geschlagen wurde und fortan den Namenszusatz „Sir“ führte sowie einen Ehrendoktor des Rechtswissenschaft (Hon. LL.D.) der Melbourne erhielt, von 1981 bis 1995 als Präsident und Vorsitzender des Beirates der Victorian Opera in Melbourne, zwischen 1982 und 1984 als Vize-Vorsitzender des Werribee Park und war seit 1982 auch Fellow des Trinity College der Universität Melbourne.
Ferner war er seit 1982 Präsident des Victorian College of the Arts, seit 1988 Präsident des Internationalen Kammermusikwettbewerbs von Melbourne sowie zwischen 1989 und 1992 Präsident des australischen Verbandes von Save the Children International. Des Weiteren engagierte sich Hamer, der 1992 Companion des Order of Australia (AC) wurde und auch einen Ehrendoktor (Hon. D.Univ.) der Swinburne University of Technology erhielt, seit 1992 als Präsident der Freunde der Royal Botanic Gardens in Melbourne, seit 1994 als Präsident des Beratungsgremiums für Krebs- und Herzerkrankungen, seit 1995 als Präsident der National Heritage Foundation sowie schließlich seit 1999 auch als Vorsitzender des 1995 gegründeten National Institute of Circus Arts (NICA).
Ihm zu Ehren wurde der Sir Rupert Hamer Garden, ein Ausstellungskomplex des Heide Museum of Modern Art benannt.
Aus seiner am 4. März 1944 mit April Felicity Mackintosh geschlossenen Ehe gingen drei Söhne und zwei Töchter hervor.